# 박제순
박제순(朴齊純, 1858년 12월 7일 ~ 1916년 6월 20일)은 조선의 문신이자 외교관, 대한제국의 정치인, 외교관이다. 대한제국의 내각총리대신 겸 대리집정공 등을 지낸 을사오적이다.
그는 과거 급제 후 외교관과 이조, 호조의 참의, 이조참판, 형조참판 등을 지냈으며, 충청도 관찰사 재직 중 동학 농민 운동이 발생, 당시 청나라, 일본군 외에 경군(京軍) 등과 함께 동학 농민군 진압에 협력하였다.
과거에 급제한 후 통리교섭통상사무아문주사(統理交涉通商事務衙門主事) 겸 기연해방군사마(畿沿海防軍司馬)가 되고 이후 여러 번 톈진을 다녀왔으며 부교리, 정언, 장령 등을 역임했다. 1893년에는 민씨 정권의 뜻에 따라 동학 농민 운동을 진압하기 위해 청나라와 교섭하였고, 이듬해에는 충청도관찰사로 나가 직접 보은군에서 궐기하여 충청도로 확산된 동학 농민군을 진압하였다.
대한제국에서 의정부 의정대신 서리와 내각총리대신 서리, 내각총리대신 등을 역임했고, 의정부 참정대신과 외무 대신, 내무 대신, 대리집정총리대신 등을 역임했다. 을사오적 중 한 사람이며, 을사 조약 체결 당시 외부대신이며 한일 강제 병합 당시에는 내무 대신이었다. 을사 조약과 한일 합방에 서명한 대표적인 매국노의 한 사람으로 사후 오랫동안 지탄 혹은 비난 등을 받아왔다. 경기도 출신. 호는 평재(平齋)이고, 본관은 반남(潘南)이다.

## 생애

### 생애 초기
본관은 반남이다. 경기도 용인군 수여면 상도촌에서 참정대신에 추증된 박홍수의 아들로 태어났다. 그의 아버지 박홍수(朴洪壽)가 유신환의 문하에서 공부하였던 관계로, 같은 동문이었던 김윤식과 특별한 관계를 유지하였다. 어려서부터 암기에 뛰어났으며 일찍이 글을 깨우쳤다고 한다. 그러나 소년기 무렵 여러 번 과거 시험에 응시했으나 낙방하였다.

### 관료 생활

#### 과거 급제
여러 번 과거에 낙방하다가 1883년(고종 20년) 별시 문과(別試文科)에 병과(丙科)로 급제, 통리교섭통상사무아문주사(統理交涉通商事務衙門主事) 겸 기연해방군사마(畿沿海防軍司馬)를 거쳐 중국 톈진에 주차천진사신종사관(駐箚天津從事官)으로 파견되었다가 귀국, 홍문관부교리·사간원정언·사헌부장령 등을 거쳐 통정대부로 승진 승정원동부승지 등을 거쳐, 1886년 주차천진독리통상사무(駐箚天津督理通商事務)가 되어 청나라에 텐진주재 조선공사관에 부임했다. 1887년 귀국, 이조참의와 성균관대사성 호조참의, 형조참판, 이조참판을 거쳐 다시 형조참판이 되었다가 예조참판 등을 역임하고, 인천부사로 나갔다가 한성부윤으로 부임하였다.
1893년 호조참판 재직시에 동학 교도들이 척왜양창의(斥倭洋倡義)를 내세워 보은집회를 개최하자 황실에서 청나라 군사 동원을 결정하자 위안스카이(袁世凱), 리훙장 등을 만나 청나라 군사의 파병문제를 협의하였다. 1894년 이조참판으로 재직 중 외직인 장흥부사로 전임되었다. 이후, 전라도관찰사, 충청도관찰사를 지냈다. 1898년 외부대신이 되었다.

#### 동학 농민군 진압, 외교 활동
1893년 동학교도들이 보은집회를 열자, 민씨 정권은 청나라에 구원군을 요청했는데, 그는 이때 민씨 정권의 명령을 받고 청나라에서 파견된 위안스카이(袁世凱)를 만나 위안스카이와 청나라 군사를 파병하는 문제를 의논했다. 이후 동학농민운동 당시 흥선대원군 등의 세력이 연대할 조짐을 보이자 그는 청나라와 계속 교섭하였다.
1894년 충청도관찰사에 임명되었고, 충청감사 재직 중 갑오농민전쟁이 일어나자 일본군과 경군(京軍)이 공주에서 농민군을 토벌하는 데 참여, 협조하였다. 1895년(고종 32) 이후 외부협판·중추원의관·외부대신·육군참장 등을 지냈다. 외부대신 재직 시에는 간도행정관리권 교섭 그리고 경흥과 의주의 개방 등 외교문제를 다루었다. 그 뒤 관제 개정 이후 외무부협판과 중추원의관을 거쳐 외무대신, 의정부찬정 등을 역임했다. 1899년 청나라에 파견되는 전권대신으로 임명되어 조청(朝淸)통상조약을 체결하고 귀국했고, 1901년 필리핀에 파견되어 조비(朝比)수호통상조약을 체결하였고, 1902년 9월 대한제국에 파견된 벨기에의 L. 뱅카르트와 조백(朝白)수호통상조약 등을 체결했다. 1902년 10월 31일 청국 주재 공사 즉, 주청전권공사(駐淸全權公使)로 파견되어 베이징에 있다가 1904년 귀국했다.
1895년 이후 외부협판, 중추원의관을 거쳐 외부대신으로 복귀하여 청나라, 일본과의 갈등관계에 있었으나 어느쪽의 편을 들지 않고 무사히 넘겼다. 외부대신 재직 중 그는 간도지역이 조선의 영토임을 주장하여 간도행정관리권 교섭을 시도하였으나 실패했고, 이어 경흥 및 의주의 개방 등 외교문제를 다루었다. 그밖에 1899년 조청통상조약(朝淸通商條約), 1901년 필리핀과의 조비수호통상조약(朝比修好通商條約) 등을 체결했고, 1902년 조백수호통상조약(朝白修好通商條約) 등을 체결하였다. 그뒤 육군참장, 의정부찬정 등을 지냈다.
1902년(광무 5년) 주청전권공사(駐淸全權公使)에 임명되어 베이징으로 부임하였다가 1904년 면관되어 귀국했다. 1904년 한규설 내각에서 외무부대신에 임명되었다. 1905년 전권대신으로 을사조약에 조인하였다. 같은 해, 한규설의 뒤를 이어 부수상 격인 참정대신이 되었다. 1909년에는 이완용 내각의 내부대신이 되었다.

#### 을사조약과 한일합방

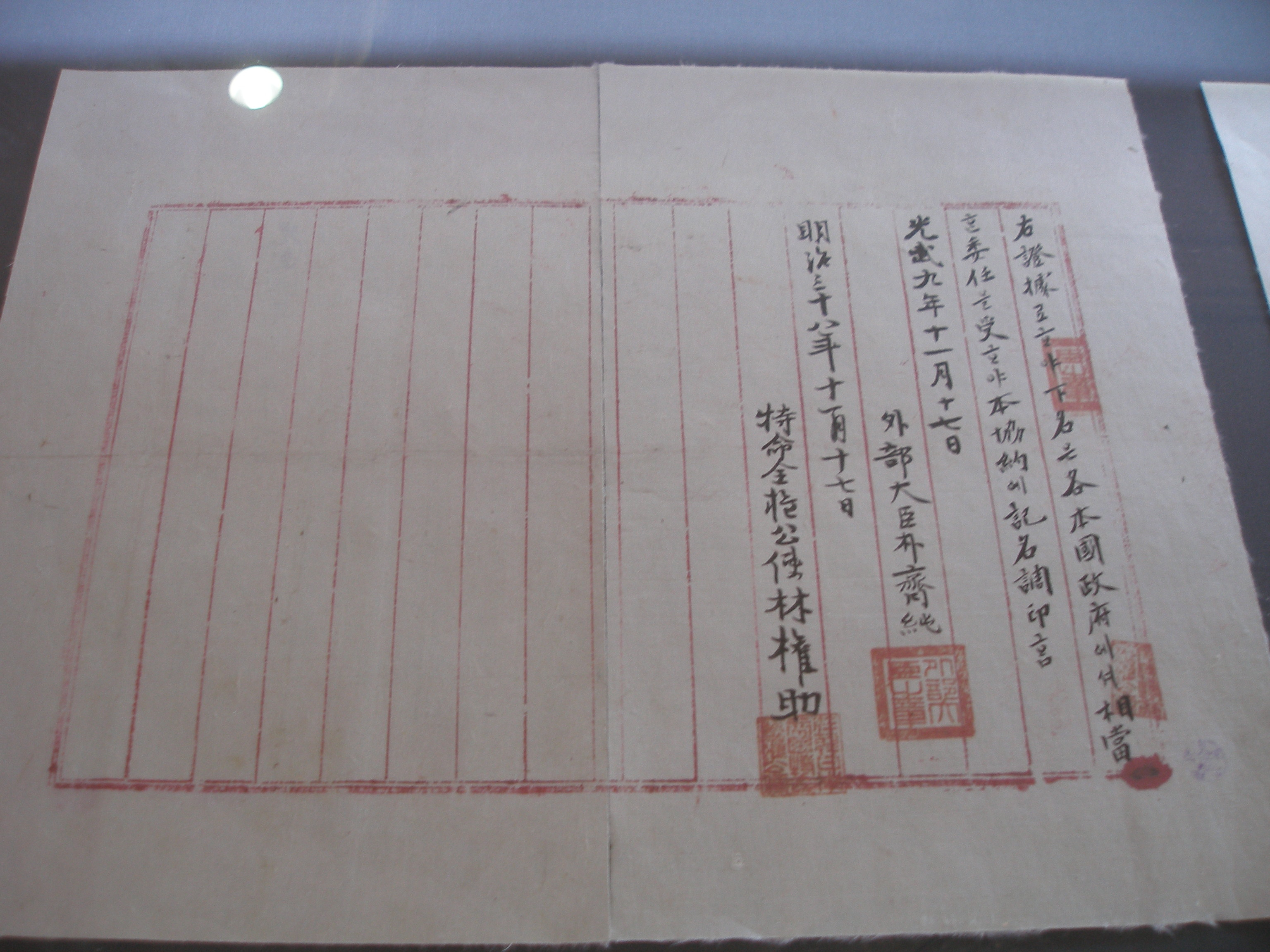
을사조약 문서에 있는 박제순의 이름과 인장

1905년 다시 외무부 대신이 되었다. 외무대신 재직 중 일본의 강압에 못이겨 고민하다가 일본공사 하야시(林權助)와 을사늑약을 체결함으로써 그는 국민들로부터 을사오적의 한 사람으로 지탄받았으며, 그해에 의정부 의정대신 서리를 거쳐, 의정부 참정대신을 거쳐 의정부의정대신의 한 사람이 되어 내각을 이끌었다. 그러나 을사늑약에 서명한 일로 노상에서 여러 번 피습을 당하기도 했다.
이후 친일파로 변신, 1907년(광무 10년) 중추원 고문이 되고, 고종이 퇴위하고 1907년(융희 1년) 6월 이완용 내각이 들어서자 내무대신에 기용되었으며, 이완용이 고종 퇴진으로 비난의 대상이 되면서 일시적으로 위기를 모면하였다. 1908년(융희 2년)에는 윤덕영, 민영기 등과 함께 교육진흥과 위생의 개선을 목적으로 하는 관진방회(觀進坊會)를 조직하여 그 회장직을 역임하였다. 서도에도 능하였고 성리학 지식에 밝아서 유림의 태두로 대우받기도 하였으며, 서예와 그림에도 두루 능하였다.
1909년(융희 3년) 이완용이 고종 양위 사건으로 노상에서 저격당하고 입원하자, 그는 임시내각총리대신 서리가 되었다. 1910년 8월 내부대신으로 한일병합조약에 서명했다.

### 한일 병합 이후
내부대신으로서 1910년 한일 병합 조약에 서명한 뒤, 일본 정부로부터 훈1등 자작(子爵) 작위를 받고 조선총독부 중추원 고문에 임명되었다. 10만 원의 은사공채를 받았으며, 정4위에 서위되었다.
한일 병합 조약 이후 경학원의 대제학에 임명되어 친일 활동을 지속하였으며 박제순의 상속자 박부양은 중추원 서기관을 지냈고, 이들 부자는 일제 강점기 동안 남부럽지 않게 부유한 생활을 하였다. 1916년 갑작스러운 병으로 사망했다.

## 사후
2002년 발표된 친일파 708인 명단, 2008년 민족문제연구소에서 친일인명사전에 수록하기 위해 정리한 친일인명사전 수록예정자 명단에 그의 작위를 습작한 박부양과 함께 선정되었으며, 2006년 친일반민족행위진상규명위원회가 발표한 일제강점기 초기의 친일반민족행위 106인 명단에도 포함되었다.

## 가계도
- 증조부 : 박긍원(朴肯源)
  - 할아버지 : 박종면(朴宗冕)
    - 아버지 : 박홍수(朴弘壽, 1814년 ~ 1901년)
    - 어머니 : 대구 서씨
      - 형님 : 박제일(朴齊一, 1835년 ~ ?)
      - 형님 : 박제성(朴齊盛, 1840년 ~ ?)
      - 부인 : 고씨
        - 장남 : 박부양(朴富陽, 1905년 ~ 1974년)
        - 자부 : 김씨
          - 손자 : 박승유(朴勝裕, 1924년 ~ 1990년), 을사오적 후손 중 유일하게 독립운동가이다.

        - 차남 : 박이양(朴彝陽)

## 같이 보기
- 이완용

## 참고자료
- 친일반민족행위진상규명위원회 (2006년 12월). 〈박제순〉 (PDF). 《2006년도 조사보고서 II - 친일반민족행위결정이유서》. 서울. 48~64쪽. 발간등록번호 11-1560010-0000002-10. 2007년 9월 26일에 원본 문서 (PDF)에서 보존된 문서. 2007년 6월 18일에 확인함.
- 민족문제연구소 (1993년 2월 1일). 〈박제순 : ‘을사조약’ 체결에 도장 찍은 외교책임자 (김도형)〉. 《친일파 99인 1》. 서울: 돌베개. ISBN 978-89-7199-011-7.
- 박제순:Daum
- 박제순

## 관련 서적
- 이덕일, 《그들이 숨긴 진실》 (역사의아침, 2010)
- 윤효정, 《대한제국아 망해라》 (박광희 역, 다산초당, 2011)
- 이광린, 《한국사강좌―근대편―》(일조각, 1981)
- 이선근, 《한국사―현대편―》 (진단학회, 1963)
- 국사편찬위원회, 《동학난기록》 (국사편찬위원회, 1974)

## 참고 서적
- 이선근, 《한국사-현대편》 (진단학회, 1963)
- 국사편찬위원회, 《동학란기록》 (국사편찬위원회, 1974)